# L'Allée sanglante
Pour plus de détails, voir Fiche technique et Distribution.
L'Allée sanglante (Blood Alley) est un film américain réalisé par William A. Wellman, sorti en 1955.

## Synopsis
Dans la Chine communiste des années 1950, Tom Wilder, officier américain de la marine marchande, s'évade de prison et atteint un village isolé. Son chef, M. Tso, lui demande de conduire tous les habitants jusqu'à Hong Kong afin de fuir le régime en place, en traversant le périlleux détroit de Formose, surnommé « l'Allée sanglante ». Wilder accepte et prend la tête du convoi à bord d'un vieux ferry remis en état par les villageois. Parmi les passagers se trouve Cathy Grainger, fille d'un médecin américain. Très vite, le bateau est pris en chasse par la marine chinoise.

## Fiche technique
- Titre : L'Allée sanglante
- Titre original : Blood Alley
- Réalisateur : William A. Wellman
- Réalisateur de seconde équipe et producteur (non crédité à ces titres) : John Wayne
- Assistant réalisateur : Andrew V. McLaglen
- Scénario : A. S. Fleischman, d'après son roman éponyme
- Musique : Roy Webb
- Photographie : William H. Clothier
- Montage : Fred McDowell
- Décors : Victor Gangelin
- Costumes : Gwen Wakeling et Carl Walker
- Sociétés de production : Batjac Productions
- Société de distribution : Warner Bros.
- Genre : Film d'aventure
- Couleur (en CinemaScope et WarnerColor) - 111 min
- Dates de sortie :
  - États-Unis : 1er octobre 1955
  - France : 16 mars 1956
- Affiche : Jean Mascii (France)

## Distribution
- John Wayne (VF : Raymond Loyer) : Le capitaine Tom Wilder
- Lauren Bacall (VF : Françoise Gaudray) : Cathy Grainger
- Paul Fix (VF : Pierre Leproux) : M. Tso
- Joy Kim (VF : Rolande Forest) : Susu
- Berry Kroeger : Feng
- Mike Mazurki (VF : Jean Clarieux) : Big Han
- Anita Ekberg : Wei Ling
- Henry Nakamura (VF : Serge Lhorca) : Tack, le chef-mécanicien

Et, parmi les acteurs non crédités :
- George Chang : M. Sing
- W. T. Chang : M. Han
- James Hong : Un soldat communiste
- Lowell Gilmore (VF : Gérard Férat) : Un officier britannique

## Commentaires
L'Allée sanglante est l'une des dernières réalisations de William A. Wellman, pour la Batjac, compagnie de production fondée par John Wayne. Celui-ci participe d'ailleurs, bien que non crédité, à la mise en scène de ce film d'aventures, riche en péripéties, au générique duquel on retrouve notamment Anita Ekberg (future interprète de La dolce vita). En outre, Andrew V. McLaglen est ici assistant-réalisateur, avant de diriger à plusieurs reprises John Wayne par la suite.